# Evangelický kostel (Lipová)
Evangelický kostel v Lipové je modlitebna českobratrské církve evangelické v obci Lipová  v okrese Prostějov v Olomouckém kraji. Kostel vznikl roku 1922 z popudu rostoucího, nedlouho předtím založeného sboru lipovských baptistů (tehdy oficiálně Bratrská Jednota Chelčického). Věřící shromáždili peněžní dary, především od štědrých zámořských souvěrců.
V meziválečném období navštěvovala kostel podstatná část lipovských občanů. S koncem druhé světové války přešel sbor pod záštitu Českobratrské církve evangelické, kde zůstal dodnes.
Podle stejných plánů jako modlitebnu v Lipové postavil v roce 1924 stavitel Jan Veselský také evangelickou modlitebnu v Brně-Židenicích.